# Ордово (озеро)
Ордово — озеро в Новохованской волости Невельского района Псковской области. По восточному берегу проходит граница с Лобковской волостью, по южному берегу — граница с Белоруссией.
Площадь — 8,00 км² (800 га). Максимальная глубина — 9,4 м, средняя глубина — 5,7 м.
Проточное. Относится к бассейну реки Еменка, притока реки Ловать.
Тип озера лещово-судачий. Массовые виды рыб: щука, окунь, плотва, лещ, красноперка, судак, язь, густера, пескарь, щиповка, верховка, уклея, линь, налим, вьюн, карась, а также карп (возможно) и широкопалый рак.
Для озера характерно илисто-песчаное дно, камни, каменистые гряды.

## Галерея

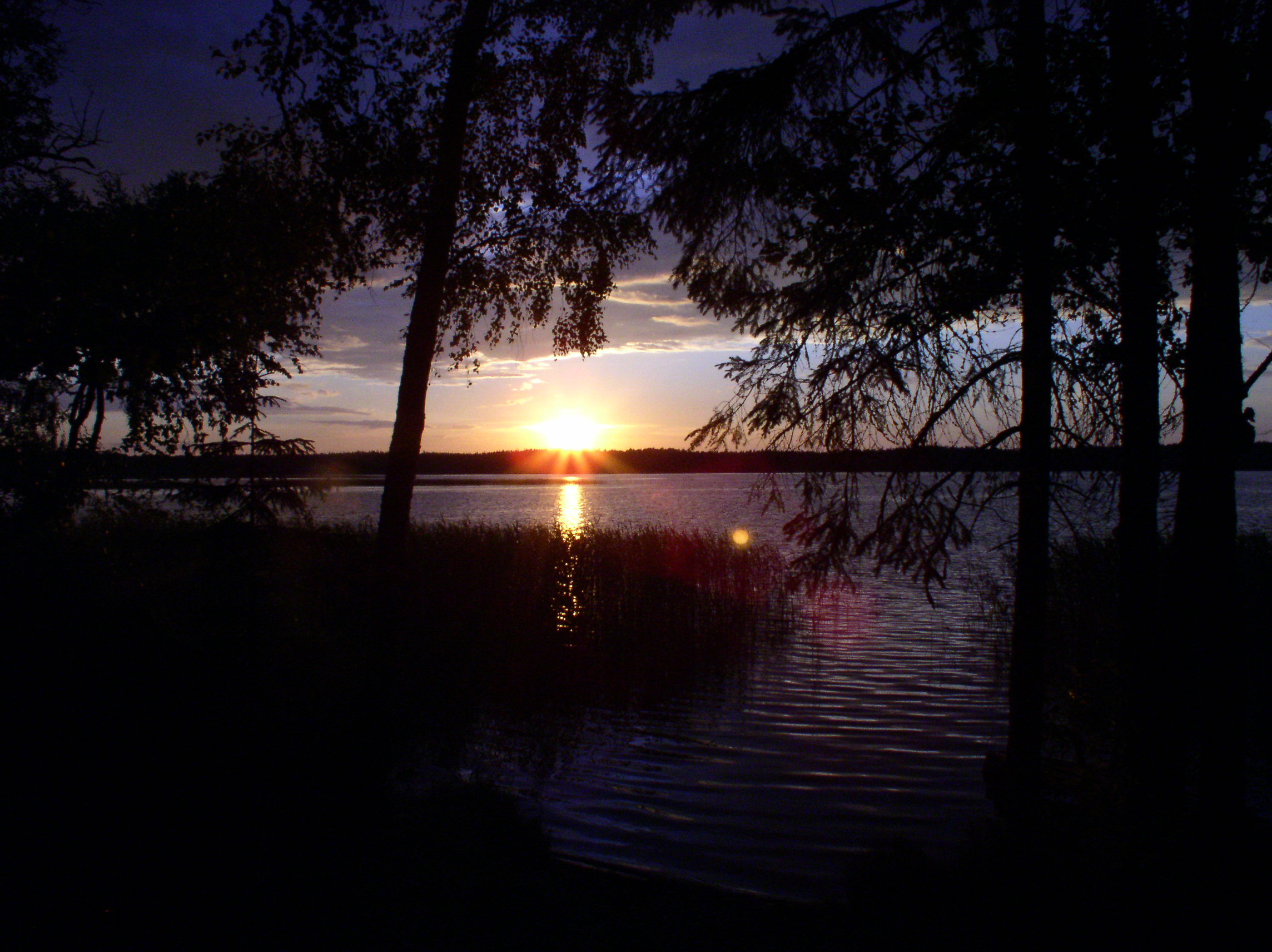
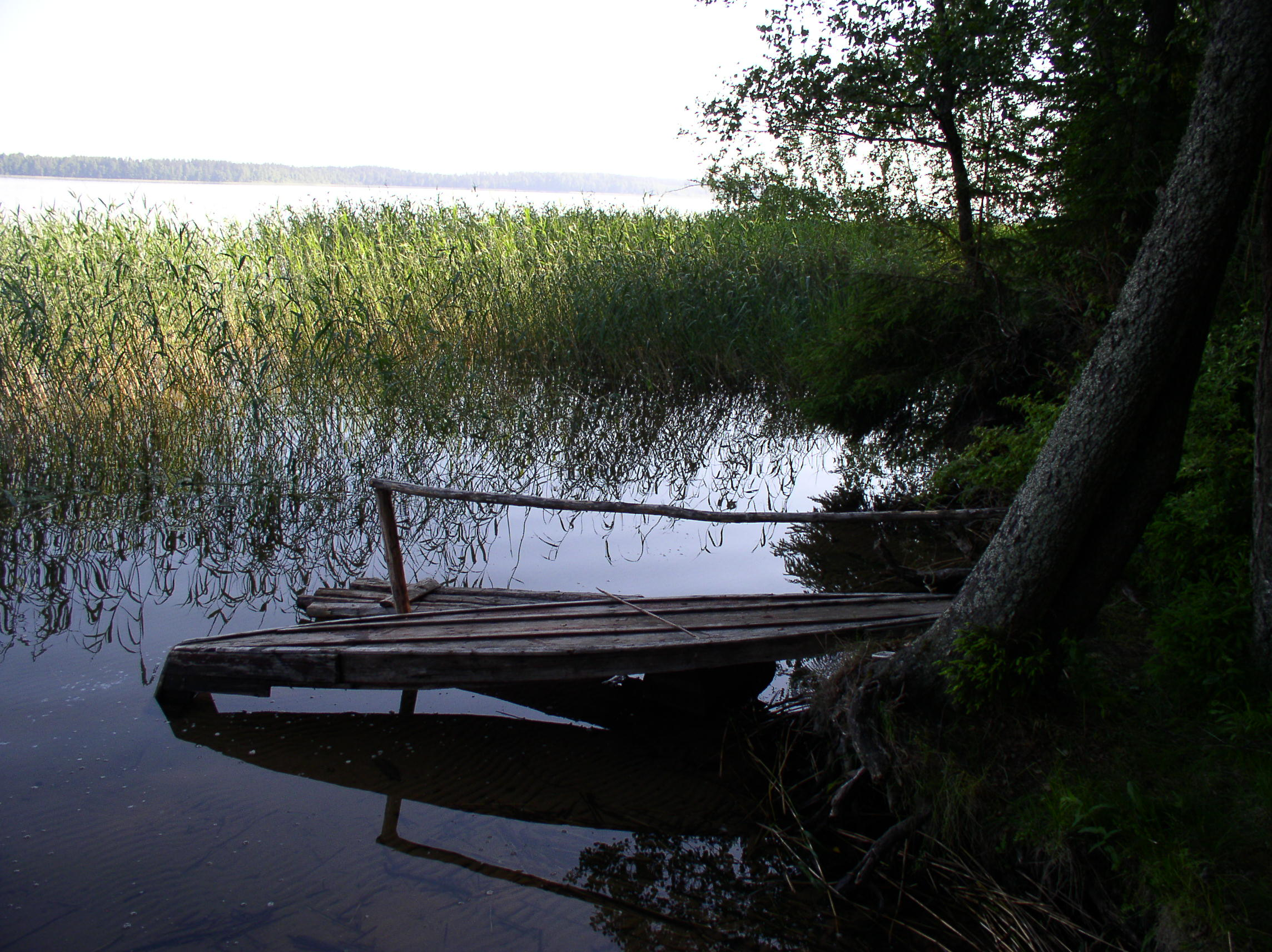
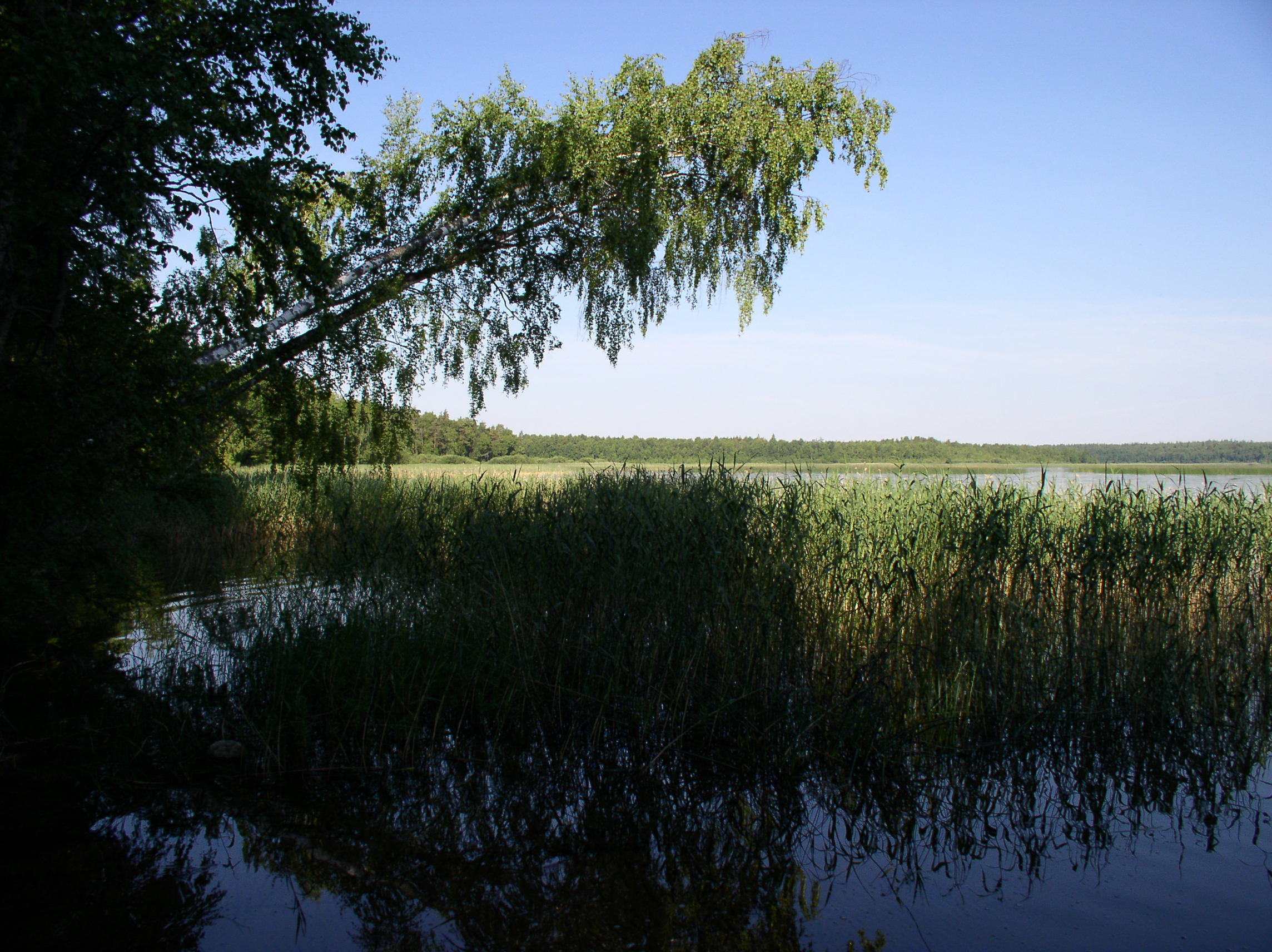